# Musée Baccarat
 Musée Baccarat je soukromé muzeum firmy Baccarat v Paříži. Nachází se v 16. obvodu na náměstí Place des États-Unis č. 11. Muzeum prezentuje křišťálové výrobky lotrinské firmy Baccarat.

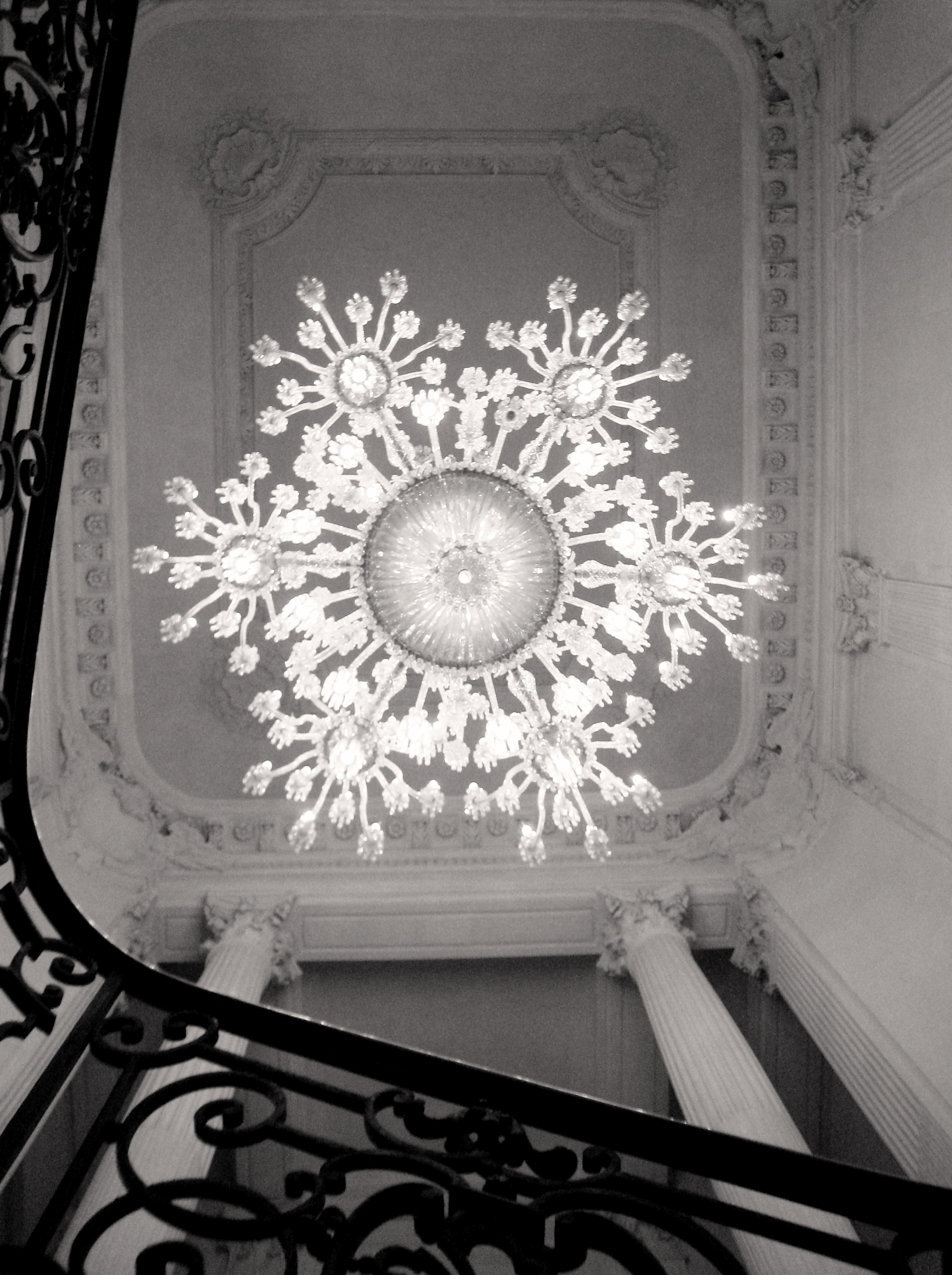
Křišťálový lustr na schodišti v muzea

## Historie
Muzeum nejprve sídlilo v domě č. 30 a 30bis na ulici Rue de Paradis v 10. obvodu, kde se nacházel bývalý sklad dílny společnosti Baccarat.
V roce 2003 bylo přemístěno do městského paláce v 16. obvodu, jehož interiér upravil Philippe Starck.